# Cumbre Vieja
A Cumbre Vieja rétegvulkán a Spanyolországhoz tartozó Kanári-szigetek La Palma szigetén található.
A tűzhányó a 20. században két alkalommal tört ki, 1949-ben és 1971-ben. 2021. szeptember 11-én újabb kitörés kezdődött. Tíz nap alatt mintegy huszonötezer, a Richter-skála szerinti 5 fok körüli szeizmikus mozgást rögzítettek, helyenként a talajszint is megemelkedett. Az ott élőket így már a kitörés előtt figyelmeztetni tudták, hogy készítsék össze a fontos dolgaikat, és készüljenek fel az evakuációra.
Összesen körülbelül hétezer embert kellett kitelepíteni a szigetről. A kitörés aktív szakasza december 13-án ért véget, és azt hivatalosan december 25-én nyilvánítottak befejezettnek.
A kitörés óriási anyagi károkat okozott, számos ház megsemmisült. Az óriási mennyiségű láva az Atlanti-óceánt is elérte.